# 静海寺駅
静海寺駅（せいかいじえき）は、中華人民共和国江蘇省南京市鼓楼区建寧路にある、南京地下鉄5号線の駅である。

## 駅名
事業着手当初は南京地下鉄集団は「建寧路駅」の仮称を用いており、2019年月日に「静海寺駅」を駅名として第一次公示された 、2020年1月15日に駅名が「静海寺駅」に決定したことが発表された。

## 駅構造

### のりば
| 番線 | 路線            | 方面                                | 行先            |
| ---- | --------------- | ----------------------------------- | --------------- |
|      | 南京地下鉄5号線 | 南京西駅 方面                       | 方家営 行き     |
|      | 南京地下鉄5号線 | 三山街・七橋甕・神機営・東善橋 方面 | 江蘇軟件園 行き |

## 駅周辺
- 静海寺:閲江楼の西隣にある仏教の寺院である。1840年6月に清と英国の間でアヘン戦争が始まり、1842年には英軍に南京を占領され清は英国との協議を迫られ静海寺で8月12,13,14,24日に4回の会談が行われ、8月29日に英艦隊旗艦上で正式に南京条約が締結された。これは中国が初めて結んだ不平等条約であった。

## 隣の駅
南京地下鉄
■5号線
南京西駅 - 静海寺駅 - 下関駅